# Björn Borg
För andra betydelser, se Björn Borg (olika betydelser).
Björn Rune Borg, född 6 juni 1956 i Katarina församling i Stockholm, är en svensk före detta professionell tennisspelare, ansedd som en av världens främsta inom sporten genom tiderna. Borg, som är uppvuxen i Södertälje, vann under perioden 1974–1981 elva singeltitlar i Grand Slam-turneringar, varav fem raka i Wimbledonmästerskapen och sex (fyra raka) i Franska öppna. I antal vunna GS-titlar i herrsingel ligger han tillsammans med Rod Laver på sjätte plats efter bland andra Roger Federer och Pete Sampras. 
Före Borg hade på herrsidan bara de tidiga mästarna William Renshaw och Laurie Doherty vunnit fem singeltitlar i följd i Wimbledonmästerskapen, båda dock på den tiden då den regerande mästaren var direktkvalificerad till final. Åren 1979 till 1981 rankades svensken som världsetta under sammanlagt 109 veckor och innehar därmed (mars 2021) en åttonde plats i kategorin antal veckor på tronen sedan rankningssystemet infördes 1973. Under sin aktiva karriär vann Borg totalt 63 singel- och 4 dubbeltitlar. Av singeltitlarna vann han 30 på grus, 27 på matta/hard-court och 6 på gräs.
I samband med millennieskiftet utsågs Björn Borg av Svenska Idrottsakademin till "Århundradets svenska idrottsman" före skidåkaren Ingemar Stenmark och boxaren Ingemar Johansson. 
Björn Borg upptogs 1987 i International Tennis Hall of Fame och 2003 i Swedish Tennis Hall of Fame.

## Uppväxt
Björn Borg föddes som det enda barnet till Rune (1932–2008) och Margaretha Borg (född 1934). Han växte upp i Södertälje, på övre Torekällgatan. Hans far var en duktig bordtennisspelare, vilket inspirerade Björn att börja spela tennis, då hans far vid en tävling vann ett tennisracket. Han spelade även ishockey under sin ungdom. Mitt under läsåret i nionde klass i grundskolan valde han att avbryta sina studier för att helhjärtat satsa på tennisen. Han var under sin ungdom vän med artisten Ted Gärdestad, som vid fjorton års ålder var Sverigetvåa i tennis efter just Borg.

## Tenniskarriären

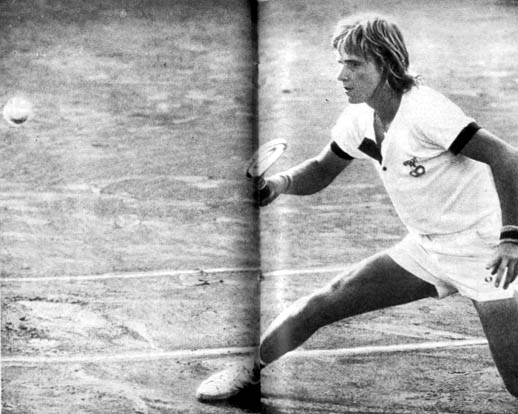
Björn Borg som ung spelare

Björn Borg slog igenom tidigt och spelade redan som 15-åring Davis Cup för Sverige (1972) där han i sin debutmatch lyckades besegra den betydligt mer erfarne nyzeeländaren Onny Parun efter att ha vänt ett 0-2-underläge till seger med 3-2 i set. 
Borg debuterade i Wimbledonmästerskapen 1973 och nådde kvartsfinalen där han förlorade mot engelsmannen Roger Taylor. Knappt 18 år gammal vann han sedan året därpå sin första Grand Slam-titel. Detta i Franska öppna genom en finalseger över spanjoren Manuel Orantes. Borg såg länge ut som en förlorare innan han lyckades vända matchen och vinna för att bli den dittills yngste spelaren som hemförde titeln i Paris. Borg vann under karriären ytterligare fem gånger i Paris med finalsegrar över Guillermo Vilas (två gånger), Victor Pecci och Vitas Gerulaitis. Sista gången, 1981, finalbesegrade han Ivan Lendl över fem set. Med sina sex titlar i Franska öppna var svensken under 30 år ensam rekordhållare avseende antal singeltitlar i Franska öppna, men 2011 tangerade Rafael Nadal rekordet, för att sedermera överträffa det. Den enda spelare som lyckades besegra Borg i Paris var italienaren Adriano Panatta som lyckades med bedriften två gånger (1973 och 1976).
Säsongen 1974 blev Borg också den yngste spelaren som hemfört ett av de professionella tennismästerskapen då han som 18-åring vann US Pro genom finalseger över Tom Okker. Han vann samma turnering också de två följande åren  genom finalsegrar över Guillermo Vilas och Harold Solomon. Borg vann även Swedish Open i Båstad 1974, 1978 och 1979 och grusturneringen Italienska öppna 1974 och 1978.
Björn Borg är kanske mest ihågkommen för sina fem raka titlar i Wimbledon. Sin första singeltitel i Wimbledon vann han 1976 genom att finalbesegra rumänen och den tidigare världsettan Ilie Năstase. De följande två åren besegrade han dåvarande världsettan Jimmy Connors i finalerna. Det första mötet var mycket jämnt och Connors var i det femte avgörande setet, efter att ha hämtat upp ett underläge på 0–4 i game, nära att i egen serve ta ledningen med 5–4. Efter att amerikanen slagit ett dubbelfel lyckades dock Borg bryta hans serve för att sedan serva hem matchen. Svensken vann även 1978 års final och tangerade därmed britten Fred Perrys rekord med tre konsekutiva Wimbledon-titlar (1934–1936). År 1979 nådde Borg finalen via en hård semifinalmatch mot Jimmy Connors. I finalen mötte han amerikanen Roscoe Tanner som han lyckades besegra över fem set. Borg blev därmed den förste spelaren i modern tid att vinna Wimbledon fyra år i följd.
Borgs mest dramatiska match i Wimbledon blev 1980 års final mot John McEnroe. Borg förlorade det första setet snabbt med siffrorna 1–6. Borg lyckades sedan mycket knappt ta det andra setet  med siffrorna 7–5 och tog sedan också det tredje setet (6–3). I det fjärde setet hade Borg två matchbollar vid ställningen 5–4, men McEnroe lyckades med briljanta passeringar att utjämna. De två spelarna följdes sedan åt till 6–6 varefter tiebreak spelades. I detta långa, gastkramande tiebreaket hade Borg ytterligare fem matchbollar som han inte klarade av att förvalta. Till slut lyckades McEnroe vinna med 18–16 och därmed utjämna till 2–2 i set. I den uppkomna situationen uppvisade Borg prov på sin mentala styrka genom att i det jämna femte setet utmanövrera amerikanen och slutligen vinna med 8–6. Under hela det sista setet förlorade Borg bara sammanlagt tre bollar i sina egna servegame, däribland setets två första bollar. Genom segern blev Borg den förste manlige spelaren sedan 1922, då systemet med Challenge Round avskaffades, att lyckas vinna Wimbledontiteln fem år i följd. Matchen har av kommentatorer betecknats som en av Wimbledons och tennishistoriens absolut främsta tennismatcher.
Säsongen därpå, 1981, spelade Borg färre turneringar än tidigare, delvis beroende på en skada i höger axel. Trots detta vann Borg Franska öppna och nådde för sjätte gången i rad finalen i Wimbledon via semifinalseger över Jimmy Connors. I finalen mötte han återigen John McEnroe. Amerikanen segrade dock denna gång med en match på över fyra set. Borg inledde starkast och vann det första setet varefter de två följande gick till tiebreak. Båda gångerna tog McEnroe hem seten. Det sista setet vann McEnroe med 6-4 som därmed innebar att han vann sin första singeltitel i mästerskapet.
I USA vann Borg (förutom sina US Pro-titlar, se ovan) 1976 singeltiteln i Dallas WCT samt 1979 och 1980 Masters-slutspelet i New York; båda årliga tävlingar mellan de åtta då högst rankade spelarna. Däremot lyckades han aldrig, trots fyra finaler, vinna singeltiteln i US Open. I september 1981 spelade Borg sin fjärde och sista final i US Open när han åter förlorade mot John McEnroe. Detta kom att bli Borgs sista framträdande i GS-sammanhang.
I Australiska öppna, en av GS-turneringarna, deltog Borg vid ett enda tillfälle (1974). Han nådde där tredje omgången.

### Davis Cup-spelaren Borg
Borg deltog i det svenska Davis Cup-laget 1972–1980. Han spelade totalt 56 matcher av vilka han vann 45. Från 1974 vann han samtliga singelmatcher han spelade i cupen. Som ankare i det svenska laget ordnade Björn Borg tillsammans med Ove Bengtson Sveriges första Davis Cup-titel genom att i finalen 1975 i Kungliga Tennishallen i Stockholm besegra laget från Tjeckoslovakien. Han besegrade i sina två singlar de tjeckiska spelarna Jan Kodeš (6–4, 6–2, 6–2) och Jiri Hrebec (6–1, 6–3, 6–0). Dubbelmatchen vann han tillsammans med Ove Bengtson över det tjeckiska paret Kodeš/Zednik. I en dokumentär av Folke Rydén kom det fram att svenska tennisförbundet fick betala stora summor till Björn för att han skulle spela.

### Karriärens sista år
Efter att 1981 ha detroniserats från sin position som världsetta av John McEnroe, bestämde sig Björn Borg för att ta en paus från tennisspel, vilket senare ändrades till beslut om att avsluta karriären 1983. Sista matchen var i Monte Carlo Open mot Henri Leconte. Han var då bara 26 år gammal, och skälet till beslutet är inte helt klarlagt. Flera bedömare menar att han hade drabbats av utbrändhet [källa behövs]. Han har själv i en intervju i Sveriges Riksidrottsförbunds tidning Svensk idrott, formulerat skälet till att han slutade med tävlingstennis som; "...jag kände att jag hade tappat den inre glöden...då var det meningslöst att fortsätta." Han har också sagt att han många gånger upplevde all uppmärksamhet utanför tennisbanan som påfrestande [källa behövs]. Ytterligare ett skäl var nya regler som innebar att spelare som deltog i få turneringar kunde tvingas kvalspela.
Han gjorde ett kortvarigt comeback-försök 1991. Han spelade då med en replika av sin gamla träracket, Donnay Borg Pro, med vilken han tidigare vunnit så många segrar. Inför sin comeback hade Borg testat olika moderna grafitracketar men dragit slutsatsen att han spelade bättre med sin gamla träracketmodell. Hans motståndare i den första matchen var den lågt rankade spanjoren Jordi Arrese, som spelade med en modern grafitracket av märket Dunlop. Med moderna tennisracketar kan bollen slås 25–30 procent hårdare än vad som var möjligt med de äldre träracketarna. Trots att Borg spelade väl med tanke på den långa frånvaron, blev han ständigt tillbakapressad av Arreses hårdare bollar och förlorade matchen med 2–6, 3–6. Han övergick därefter till att spela med moderna grafitracketar på ATP-touren. Efter ett antal förstarondsförluster i olika turneringar avbröt han slutligt sitt comebackförsök 1993. Senare har han gått över till spel på veterantouren.

## Borg som tennisspelare

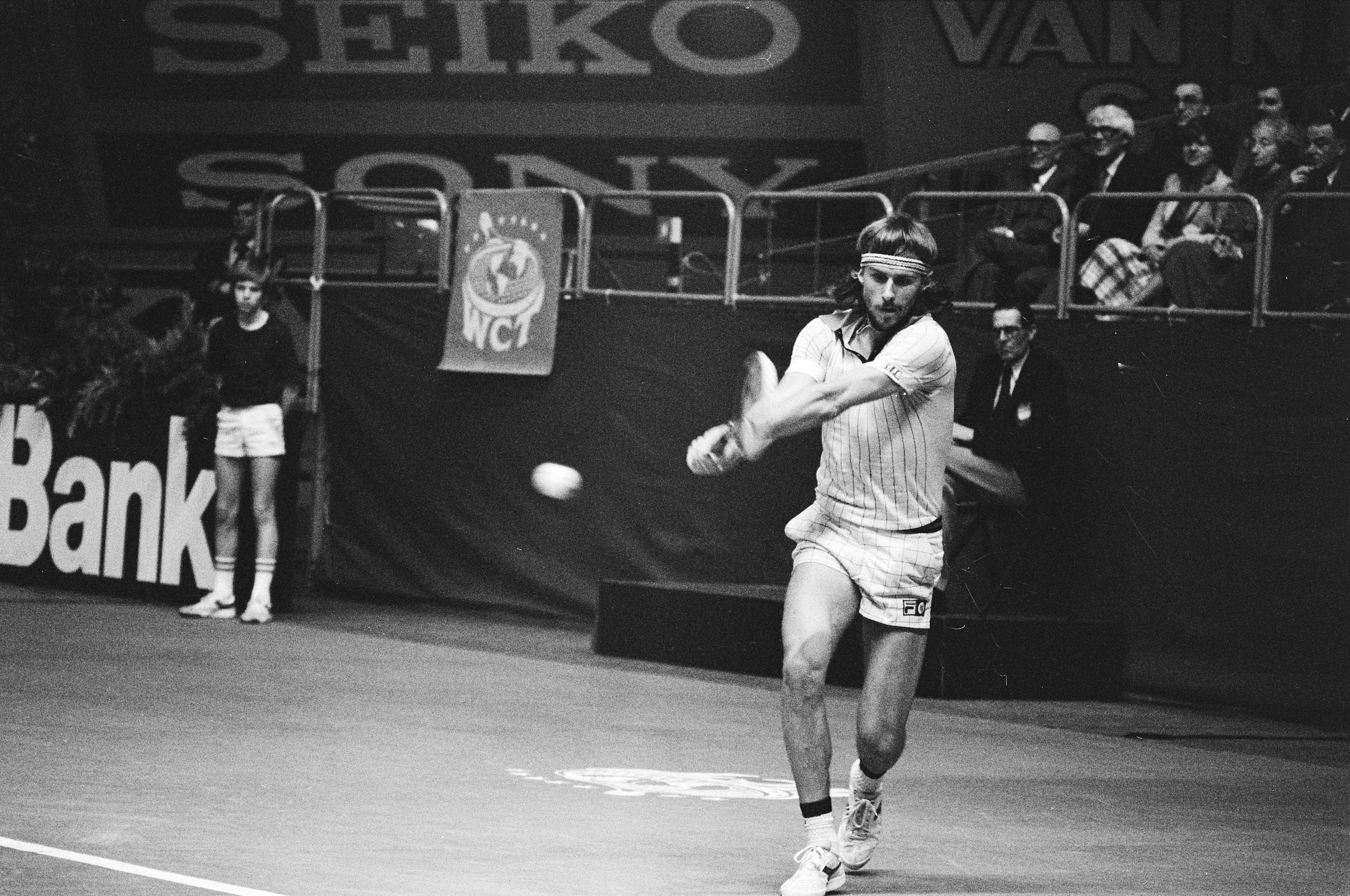
Björn Borg, 1979, med sin typiska dubbelfattade backhand

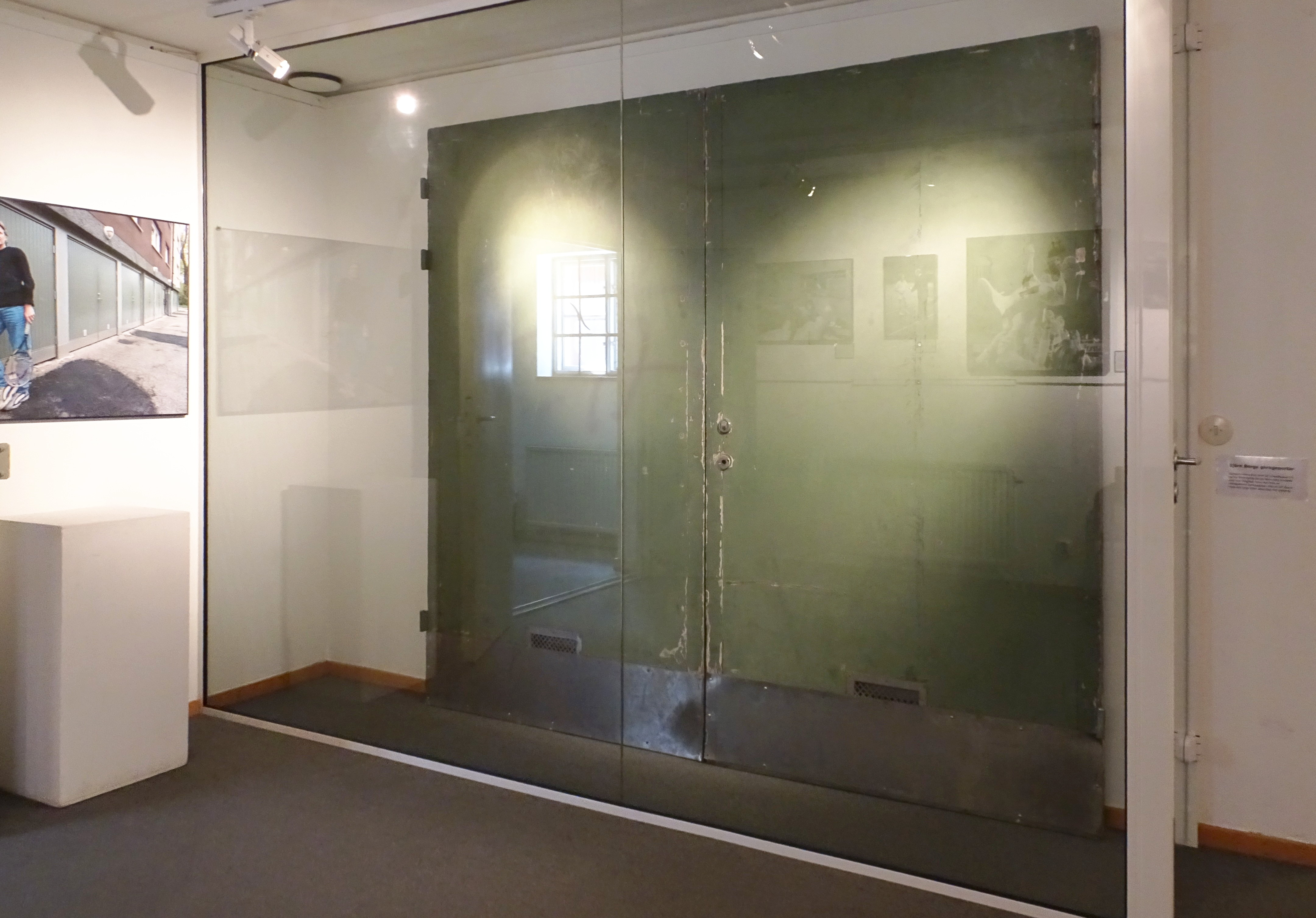
Björn Borgs garagedörr köptes 2014 av Södertälje kommun och är idag utställd i Södertälje Stadsmuseum på Torekällberget.

Björn Borg hade en god fysik som kombinerade styrka och uthållighet. Han var en snabb och rörlig spelare med stor förmåga att täcka hela banan. Han föredrog att spela grundslag från bakplan och blev känd för sina, framför allt från backhandsidan, effektiva passerslag.[källa behövs] På forehandsidan slog Borg, med liten felprocent, hårda, tunga slag med kraftig överskruv (topspin), som tröttade ut motståndarna. Också på backhandsidan använde han systematiskt kraftigt överskruvade grundslag.[källa behövs] Han slog dessa med dubbelfattning ungefär med samma teknik som ett slagskott i ishockey, vilket han lärt sig under sin tid som pojkspelare i ishockey i Södertälje. Borgs racketfattning, han spelade med "western-grepp", var inte lämpad för volleyslag, vilka heller aldrig blev hans styrka. Sin serv utvecklade han däremot hela tiden till en av världselitens allra bästa.
Under den första delen av sin aktiva spelarkarriär tränades Borg av Percy Rosberg och senare av den förre elitspelaren Lennart Bergelin, som också var hans ständige följeslagare under turnéresorna. Borg tränade hårt och nötte in sina slag. Historien om hur han slagit bollar mot garaget hemma i Södertälje som barn är välbekant. Han lade stor vikt vid löpträning. Som junior hade Borg ett häftigt humör och kunde uppträda obehärskat på tennisbanan vilket renderade honom en avstängning på sex månader i Södertäljeklubben. Han bestämde sig då för att i fortsättningen alltid uppträda behärskat på banan för att inte riskera ny avstängning. Som spelare blev Borg sedan känd för sitt synbara lugn och en kyla som gav honom kraft att ta sig ur till synes hopplösa situationer. Han kallades, litet skämtsamt, av samtida kommentatorer för the "Ice Borg". Dessa egenskaper, kombinerade med en enastående koncentrationsförmåga och beslutsamhet blev kännetecknet för Borg.
Borg spelade under de inledande åren av karriären med racketar av märket Slazenger, men var i Europa från 1975 kontrakterad att spela med Donnay-racketar (Donnay Diamant och Donnay Allwood, från 1980 Donnay Borg Pro). I USA spelade han med racketar av märket Bancroft. Han använde en för tiden extremt hård racketsträngning på drygt 30 kilopond.
Borg är en av de relativt få manliga spelare (totalt elva spelare 1925–2009) som under ett och samma år lyckats vinna singeltiteln såväl på det långsamma grusunderlaget i Paris som på Wimbledons snabba gräsbanor. Borg, Rod Laver och Rafael Nadal är de enda manliga tennisspelarna som vunnit båda turneringarna samma år mer än en gång. Borg innehar rekordet att tre år i följd lyckas vinna båda turneringarna (1978,1979 och 1980), medan Laver vann båda turneringarna 1962 och 1969. Borg vann sina fem titlar i Wimbledon, trots att hans spel från baslinjen med tunga överskruvade grundslag snarast var sådant som brukar karakterisera typiska "grusspelare" . På gräs varierade han dock sitt spel mer än på grus och han spelade då ofta med inslag av nätattacker omedelbart efter egen serve.
Borg och några andra spelare, exempelvis Ilie Nastase, blev föremål för ett nytt publikfenomen. De kom att bli fokus för en omfattande idoldyrkan, särskilt från ungdomar som kunde samlas i tusentals utanför arenorna för att hylla sina hjältar. Borg tillhörde därför de första spelarna som fick poliseskort till internationella matcher.

## Privatliv

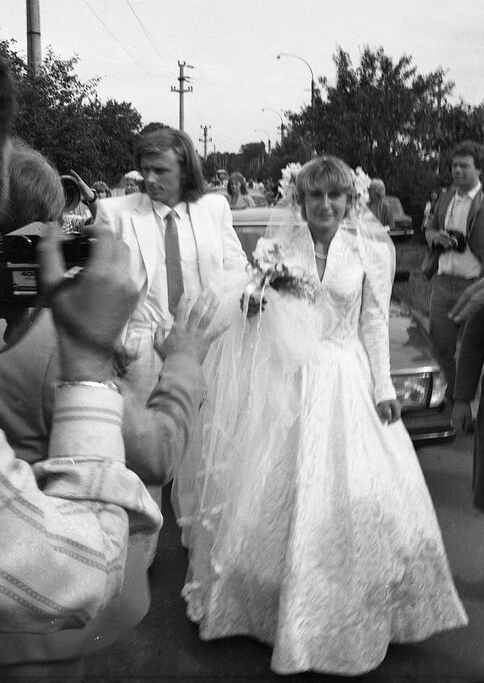
Björn Borg och Mariana Simionescu på sitt bröllop 1980.

Björn Borgs privata liv var under många år förstasidesstoff för kvälls- och skvallertidningarna. Hans första ungdomsromans var med tennisspelaren Helena Anliot. Därefter träffade han den rumänska tennisspelaren Mariana Simionescu och de var ett par från 1976. Efter flera år tillsammans gifte de sig den 24 juli 1980 i Bukarest men skildes fyra år senare. 
År 1985 träffade Borg fotomodellen Jannike Björling med vilken han fick sonen Robin (född 1985). De gifte sig aldrig och separerade 1988. Två år senare anklagade hon Borg för att ha missbrukat kokain, vilket ledde till en rättegång där tidningen Z var svarande part som det media som avslöjat det hela. Det hela slutade med att Borg fick ett skadestånd för förtal. Långt senare erkände dock Borg att han under tiden med Björling hade använt kokain.
Borg inledde därefter ett förhållande med den italienska sångerskan Loredana Bertè som han mellan 1989 och 1993 också var gift med. Borg träffade redan från 1991 amerikanska Kari Bernhardt (född 1971) med vilken han var tillsammans fram till år 2000.
Sedan 8 juni 2002 är han gift för tredje gången med Patricia Östfeldt (född 17 november 1969 i Mjölby), med vilken han har sonen Leo (född 2003).

## Varumärket
Björn Borg har givit namn åt modevarumärket Björn Borg, som förutom underkläder numera även innefattar andra kläder, skor, väskor, glasögon och parfym, för både män och kvinnor. Varumärket drivs av företaget Björn Borg AB (tidigare World Brand Management, WBM).
I december 2006 sålde det holländska företag som äger varumärket Björn Borg rättigheterna till WBM för 124 miljoner kronor. Björn Borg fick dock fram till 2016 royalty-intäkter om 1,5–2 procent av varumärkesförsäljningen. WBM noterades på börsen (First North) i december 2004 och sedan 7 maj 2007 är den noterad på Stockholmsbörsen. 23 april 2007 bytte också WBM namn till Björn Borg AB.
Försäljningen av Björn Borg-produkter sker idag huvudsakligen i Nederländerna, Sverige, Danmark och Norge. I Nederländerna, som är bolagets största marknad, fanns 28 Björn Borg-butiker år 2010. Björn Borg AB hade under 2010 ca 3 800 återförsäljare för underkläder och ca 6 000 återförsäljare för licensierade produkter.

## I populärkulturen
Långfilmen Borg från 2017 handlar om Borgs tenniskarriär och rivaliteten med John McEnroe. Borg spelas av Sverrir Gudnason.

## Grand Slam-titlar
| År   | Turnering     | Finalmotståndare | Setsiffror              |
| ---- | ------------- | ---------------- | ----------------------- |
| 1974 | Franska öppna | Manuel Orantes   | 2–6, 6–7, 6–0, 6–1, 6–1 |
| 1975 | Franska öppna | Guillermo Vilas  | 6–2, 6–3, 6–4           |
| 1976 | Wimbledon     | Ilie Năstase     | 6–4, 6–2, 9–7           |
| 1977 | Wimbledon     | Jimmy Connors    | 3–6, 6–2, 6–1, 5–7, 6–4 |
| 1978 | Franska öppna | Guillermo Vilas  | 6–1, 6–1, 6–3           |
| 1978 | Wimbledon     | Jimmy Connors    | 6–2, 6–2, 6–3           |
| 1979 | Franska öppna | Victor Pecci     | 6–3, 6–1, 6–7, 6–4      |
| 1979 | Wimbledon     | Roscoe Tanner    | 6–7, 6–1, 3–6, 6–3, 6–4 |
| 1980 | Franska öppna | Vitas Gerulaitis | 6–4, 6–1, 6–2           |
| 1980 | Wimbledon     | John McEnroe     | 1–6, 7–5, 6–3, 6–7, 8–6 |
| 1981 | Franska öppna | Ivan Lendl       | 6–1, 4–6, 6–2, 3–6, 6–1 |

### Finalförluster i Grand Slam
| År   | Turnering | Finalmotståndare | Setsiffror              |
| ---- | --------- | ---------------- | ----------------------- |
| 1976 | US Open   | Jimmy Connors    | 4–6, 6–3, 6–7, 4–6      |
| 1978 | US Open   | Jimmy Connors    | 4–6, 2–6, 2–6           |
| 1980 | US Open   | John McEnroe     | 6–7, 1–6, 7–6, 7–5, 4–6 |
| 1981 | Wimbledon | John McEnroe     | 6–4, 6–7, 6–7, 4–6      |
| 1981 | US Open   | John McEnroe     | 6–4, 2–6, 4–6, 3–6      |

## Priser och utmärkelser
- H.M. Konungens medalj i guld av 8:e storleken i högblått band (1976)
- Svenska Dagbladets guldmedalj (1974, 1978 delat med Ingemar Stenmark)
- Bästa svenska idrottare under hela 1900-talet, enligt ett pris utdelat på Svenska idrottsgalan 2000.
- Upptagen i International Tennis Hall of Fame.

### Webbkällor
- Hall of Fame, biografi Bjorn Borg
- Björn Borg på Association of Tennis Professionals
- Björn Borg Davis Cup, spelarprofil